# Барлинг (Арканзас)
Барлинг (енгл. Barling) град је у америчкој савезној држави Арканзас.

## Демографија
По попису из 2010. године број становника је 4.649, што је 473 (11,3%) становника више него 2000. године.
| Група             | 2000.         | 2010.         |
| Белци             | 3.559 (85,2%) | 3.807 (81,9%) |
| Афроамериканци    | 58 (1,4%)     | 97 (2,1%)     |
| Азијати           | 213 (5,1%)    | 217 (4,7%)    |
| Хиспаноамериканци | 166 (4,0%)    | 314 (6,8%)    |
| Укупно            | 4.176         | 4.649         |